# Langbandschleifmaschine

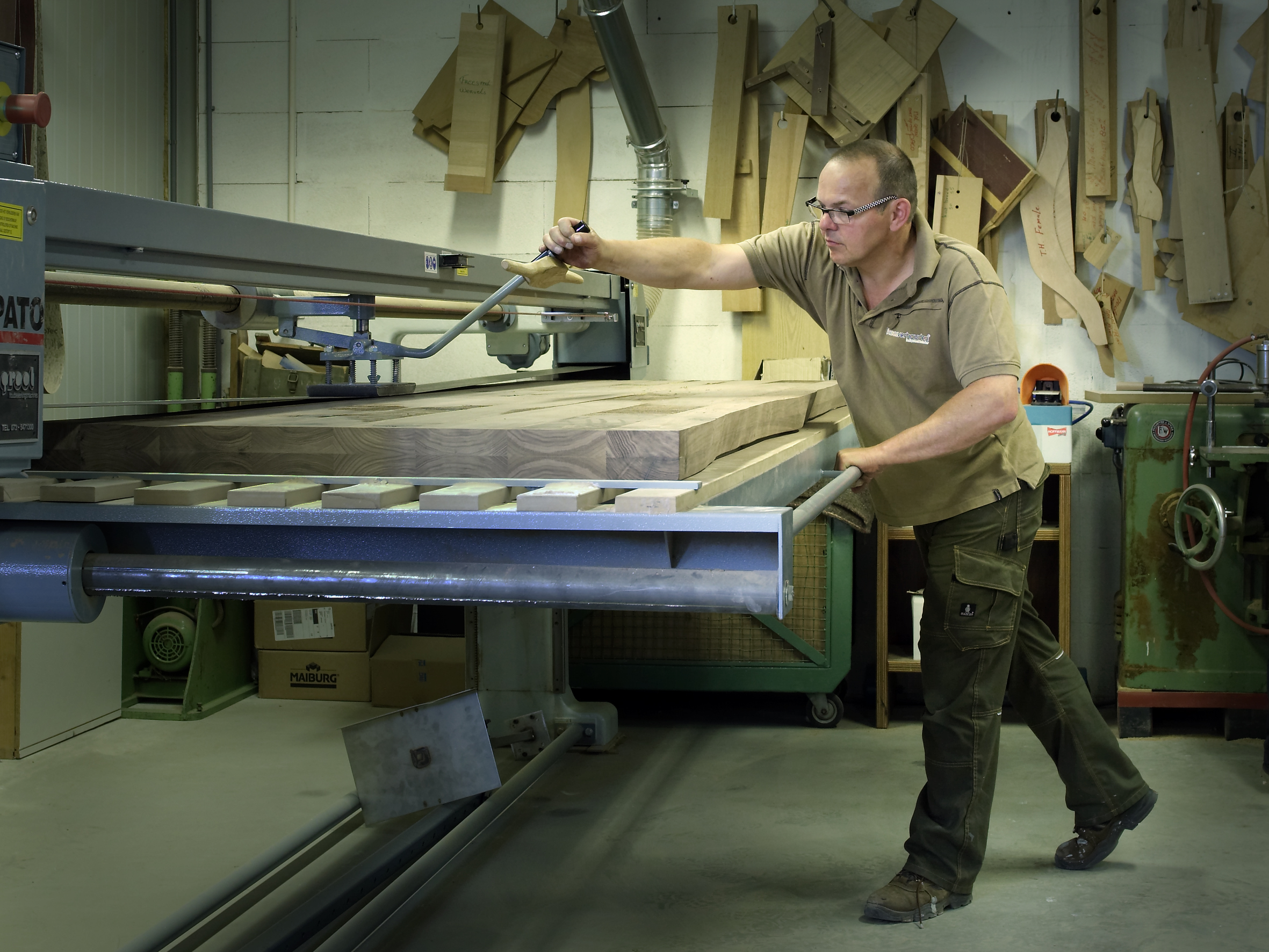
Langbandschleifmaschine in einer Tischlerei

Eine Langbandschleifmaschine ist eine in der Holzbearbeitung und der Metallbearbeitung eingesetzte Schleifmaschine.
Die Langbandschleifmaschine hat einen Maschinenkörper mit zwei kräftigen Seitenteilen, zwischen denen ein horizontal beweglicher und höhenverstellbarer Arbeitstisch auf Schienen läuft. Im linken Seitenteil befindet sich eine feste, von einem Motor angetriebene Rolle, im rechten Seitenteil eine freilaufende, spannbare Rolle. Über diese Rollen läuft das endlose Schleifband, das durch einen parallel zum Band verfahrbaren Schleifschuh auf das auf dem Arbeitstisch liegende Werkstück gedrückt wird. Das erfolgt manuell oder pneumatisch unterstützt.
Oberhalb der Schleifschuhführung befindet sich meistens ein fester Arbeitstisch, um kleine oder, bei langen Tischen, schmale lange Werkstücke auf dem oben laufenden Teil des Schleifbandes zu bearbeiten. Dazu lässt sich die obere Bandabdeckung hochklappen.
In der Holzbearbeitung wird das Gerät zum Schleifen von Holzflächen und Plattenmaterial eingesetzt. In modernen Schreinereien gibt es oft keine Langbandschleifmaschinen mehr, da viele (aber nicht alle) Arbeitsgänge einfacher und genauer auf den moderneren Breitbandschleifmaschinen ausgeführt werden.
In der Metallbearbeitung dient die Langbandschleifmaschine vor allem zur Oberflächenveredelung sowie zur Nacharbeit für Schweißarbeiten. Schweißnähte können damit dank einer flexiblen Bandspannung schnell und gleichmäßig abgeschliffen werden.
In Doppelbandschleifmaschinen laufen zwei Bänder parallel. Sie ermöglichen ohne Bandwechsel mit unterschiedlicher Körnung der Schleifbänder Vor- und Nachschliff oder mit einem Band zum Polieren das Abschleifen von Schweißnähten und direkt danach das Polieren der Oberfläche.